# Telefono Azzurro
Il Telefono Azzurro è una onlus italiana nata nel 1987 con lo scopo di difendere i diritti dell'infanzia, riconosciuta con una Convenzione ONU due anni più tardi.

## Storia
L'associazione è stata fondata a Bologna da Ernesto Caffo, docente di neuropsichiatria infantile all'Università di Modena e Reggio Emilia.
Durante il 1987 fu Gerry Scotti, cantando sulle note della canzone Smile, a promuovere la raccolta fondi per la costituzione dell'associazione (in quell'occasione la canzone ottenne il primo posto in classifica). L'anno dopo, alla fine del 1988, sarà la volta di Fabio Concato, che con la canzone 051-222525, il cui titolo corrispondeva al primo numero telefonico di Telefono Azzurro, raccoglierà fondi a favore dell'associazione.

## Attività telefonica
La linea telefonica di Telefono Azzurro viene attivata per la prima volta nel 1987, raggiungibile a pagamento al già citato numero 051-222525. 
Il 5 dicembre 1990 la linea telefonica riservata ai minori in difficoltà diventa gratuita, venendo assegnata al numero verde 1678-48048; il 18 dicembre seguente, per Decreto del Presidente della Repubblica Francesco Cossiga, Telefono Azzurro viene eretto a "Ente Morale".
Il 26 novembre 1994 il numero è semplificato in 19696; tale semplificazione porta ad un netto aumento dell'utilizzo del servizio. Il Telefono Azzurro è in funzione, per bambini e adolescenti, tutti i giorni dell'anno, 24 ore su 24. Contemporaneamente l'associazione sviluppa modelli di formazione per operatori esperti sulle tematiche dell'infanzia e dell'adolescenza, fornendo un modello di riferimento anche per altri Paesi europei, che implementano una propria linea telefonica dedicata a bambini e adolescenti.
In origine esisteva anche una linea con il numero 199151515, che aveva l'obiettivo di dialogare con adulti, famiglie, insegnanti ed educatori desiderosi di capire come intervenire e prestare aiuto ai bambini coinvolti in situazioni di disagio; attualmente tale numero non è più attivo e la sua funzione è passata anch'essa all'19696, che quindi non è più dedicato solo ai minori.
Dal 26 marzo 2003 il Ministero delle comunicazioni, il Dipartimento per le pari opportunità e il Ministero del lavoro e delle politiche sociali hanno affidato al Telefono Azzurro la gestione del numero del Servizio Emergenza Infanzia 114. Il 114 è un numero gratuito, attivo 24 ore su 24 tutti i giorni dell'anno ed equiparato ai numeri di emergenza italiani per il pronto intervento sanitario e dei corpi di pubblica sicurezza.
Sia i minorenni che i maggiorenni possono chiamare il 114 per denunciare un'emergenza che coinvolga un bambino o adolescente o per segnalare qualsiasi genere di contenuto diffuso attraverso i media che possa nuocere ai più piccoli.
Dal 25 maggio 2009 è attivo in Italia il numero 116000, dedicato alle segnalazioni relative alla ricerca di bambini scomparsi, raggiungibile gratuitamente tramite telefonia fissa e mobile da 10 Stati membri dell'Unione europea.
Il numero assegnato dall'Autorità per le garanzie nelle comunicazioni al Ministero dell'interno viene gestito da Telefono Azzurro in collaborazione anche con la Polizia di Stato, con cui è stato siglato un protocollo d'intesa.